# Les Bordes, Loiret
Les Bordes är en kommun i departementet Loiret i regionen Centre-Val de Loire strax norr Frankrikes mitt. Kommunen ligger i kantonen Ouzouer-sur-Loire som tillhör arrondissementet Orléans. År 2022 hade Les Bordes 1 846 invånare.

## Befolkningsutveckling
Antalet invånare i kommunen Les Bordes
| Referens: INSEE |